# Perro policía

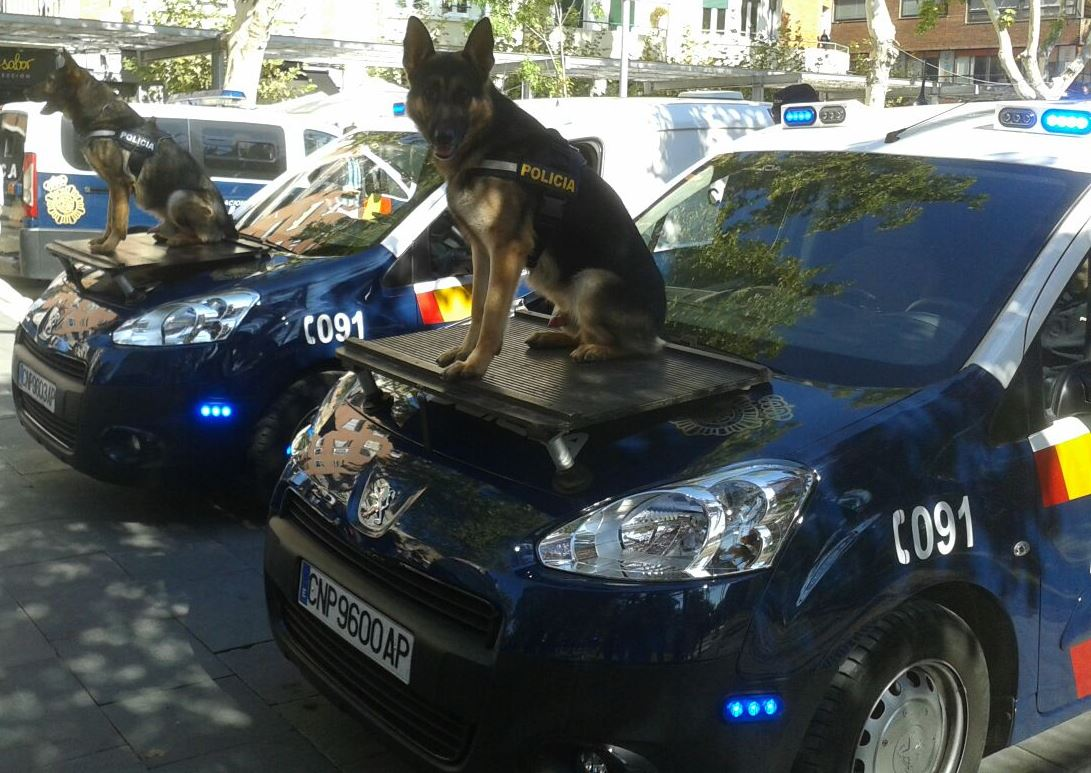
Perros policía en la exhibición del día de los Ángeles custodios, patrones del Cuerpo Nacional de Policía, en Palencia (España).

Se denomina perro policía, can policial, agente canino o K-9 a los perros adiestrados con fines de seguridad pública e investigación policíaca. Además, se les considera como uno de los mejores acompañantes al momento de investigaciones que necesiten de gran olfato e instinto.

## Razas más utilizadas

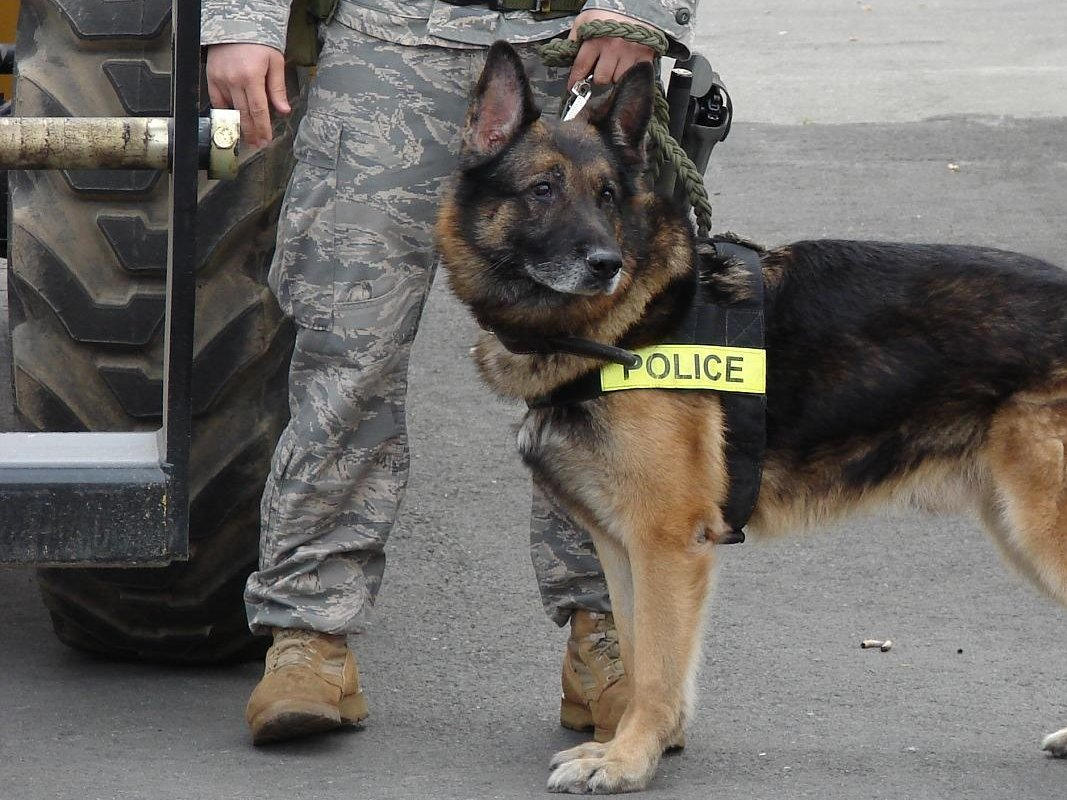
Perro policía perteneciente a las Fuerzas de Seguridad de la fuerza aérea estadounidense.

Las razas más importantes que se usan para realizar esta actividad son el pastor alemán, rottweiler y doberman. Aunque para labores que no incluyan defensa o ataque, como lo es detección de drogas en aeropuertos o lugares públicos, se pueden usar también razas como el pastor alemán, labrador retriever o el pastor belga. 
La raza más conocida es el pastor alemán y la gran mayoría es procedente de líneas de trabajo, puesto que la excesiva fragilidad de las líneas de belleza no son aptas para el ejercicio intenso que exige el entrenamiento de un perro policía. No obstante, esta raza tan extendida en el mundo, está siendo sustituida por otra menos conocida: se trata del pastor belga (Malinois), considerada por muchos especialistas en la materia, como la mejor raza de utilidad del mundo, debido a sus excelentes cualidades atléticas y a la rigurosa selección que ha sido sometida a lo largo de su historia en la que los ejemplares de belleza o exposición apenas han cobrado protagonismo. Además de estas razas hay que destacar otras muy conocidas como el labrador retriever, rottweiler, doberman y otra menos conocida como lo es el pastor holandés, primo lejano del pastor belga Malinois y del pastor alemán.
- Pastor alemán (líneas de trabajo)
- Rottweiler
- Doberman
- Dogo argentino
- Pastor belga (Malinois)

- Beagle
- Cocker Spaniel
- Foxhound
- Golden Retriever
- Labrador Retriever
- Schnauzer (todos los tamaños)
- Springer spaniel inglés
- Weimaraner
- Basset Hound

- Bóxer
- Pastor holandés
- Bloodhound

- Perro de agua español

## Tipos de perros policía
Estos perros son utilizados por los cuerpos policiales y militares para diferentes cometidos. Se clasifican en cuatro tipos dependiendo de su utilidad:
- Perros detectores: se adiestran para reconocer una serie de olores, como explosivos, minas, narcóticos, tabaco, dinero, personas y animales exóticos. Entre las razas adecuadas para este adiestramiento se encuentran el beagle, foxhound y labrador retriever.
- Perros de intervención: esta raza de perros policía pueden neutralizar comportamientos hostiles en situaciones de peligro, dar protección, antidisturbios, búsqueda de delincuentes, rescate de rehenes y combate en población. Las razas idóneas son rottweiler, pastor belga malinois, pastor alemán y Schnauzer gigante.
- Perros de salvamento: estos perros rescatistas pueden ser entrenados para encontrar personas en deslizamientos de tierra, derrumbamientos de edificios, avalanchas de nieve, socorristas, rastreo y venteo. Entre las razas idóneas para estas actividades están el san bernardo, pastor alemán, pastor belga, golden retriever, dálmata y labradores.
- Perros de policía científica: se necesita que tengan un olfato agudo para seguir rastros y son utilizados en ruedas de reconocimiento de sospechosos, búsquedas de indicios, búsquedas de cadáveres, fugitivos, personas secuestradas, entre otros. Las razas elegibles son los bloodhound, pastor holandés de pelo corto y perro de aguas español.